# Малинецька сільська рада
Малине́цька сільська́ ра́да — адміністративно-територіальна одиниця та орган місцевого самоврядування в Хотинському районі Чернівецької області. Адміністративний центр — село Малинці.

## Загальні відомості
- Населення ради: 2 240 осіб (станом на 2001 рік)

## Населені пункти
Сільській раді підпорядковані населені пункти:
- с. Малинці

## Склад ради
Рада складалася з 16 депутатів та голови.
- Голова ради: Плаксива Зінаїда Юхимівна
- Секретар ради: Кирилюк Валентина Сергіївна

### Керівний склад попередніх скликань
| Прізвище, ім'я, по батькові | Основні відомості                                                 | Дата обрання | Дата звільнення |
| --------------------------- | ----------------------------------------------------------------- | ------------ | --------------- |
| Плаксива Зінаїда Юхимівна   | Сільський голова, 1961 року народження, освіта вища, позапартійна | 26.03.2006   | 31.10.2010      |
| Плаксива Зінаїда Юхимівна   | Сільський голова, 1961 року народження, освіта вища, позапартійна | 31.10.2010   |                 |

Примітка: таблиця складена за даними сайту Верховної Ради України

### Депутати
За результатами місцевих виборів 2010 року депутатами ради стали:

#### За суб'єктами висування
| Суб'єкт висування | Кількість обраних депутатів | %    |
| ----------------- | --------------------------- | ---- |
| Самовисування     | 13                          | 81,3 |
| Партія регіонів   | 3                           | 18,8 |

#### За округами
| № округу        | Прізвище, ім'я, по батькові   | Дата визнання обраним | Освіта             | Партійна приналежність | Відомості про обраного депутата                     |
| --------------- | ----------------------------- | --------------------- | ------------------ | ---------------------- | --------------------------------------------------- |
| Партія регіонів |                               |                       |                    |                        |                                                     |
| 2               | Білий Анатолій Іванович       | 05.11.2010            | середня            | член Партії регіонів   | районний відділ освіти, водій                       |
| 4               | Боштан Іван Прокопович        | 05.11.2010            | середня            | член Партії регіонів   | тимчасово не працює                                 |
| 5               | Подря Григорій Григорович     | 05.11.2010            | середня            | член Партії регіонів   | тимчасово не працює                                 |
| Самовисування   |                               |                       |                    |                        |                                                     |
| 1               | Чебан Віталій Іванович        | 05.11.2010            | середня            | позапартійний          | районний відділ освіти, водій                       |
| 3               | Горбатюк Петро Васильович     | 05.11.2010            | середня            | позапартійний          | ВАТ"Облпаливо"                                      |
| 6               | Ткачук Марія Василівна        | 05.11.2010            | вища               | позапартійна           | Малинецька загальноосвітня школа І-ІІІ ст., вчитель |
| 7               | Колесник Світлана Петрівна    | 05.11.2010            | вища               | позапартійна           | Малинецька загальноосвітня школа І-ІІІ ст., вчитель |
| 8               | Бобик Ольга Іванівна          | 05.11.2010            | середня спеціальна | позапартійна           | Малинецька сільська рада, касир                     |
| 9               | Чекмак Інна Олександрівна     | 05.11.2010            | вища               | позапартійна           | Малинецька загальноосвітня школа І-ІІІ ст., вчитель |
| 10              | Нігай Олександр Петрович      | 05.11.2010            | середня            | позапартійний          | тимчасово не працює                                 |
| 11              | Числаш Іван Сергійович        | 09.01.2011            | середня            | член Партії регіонів   | приватний підприємець                               |
| 12              | Левчук Василь Олександрович   | 05.11.2010            | середня            | позапартійний          | тимчасово не працює                                 |
| 13              | Гончарук Надія Дмитрівна      | 05.11.2010            | вища               | позапартійна           | Малинецька загальноосвітня школа І-ІІІ ст., вчитель |
| 14              | Паладійчук Валерій Григорович | 05.11.2010            | вища               | позапартійний          | приватний підприємець                               |
| 15              | Кирилюк Валентина Сергіївна   | 09.01.2011            | вища               | член Партії регіонів   | Сільська рада, секретар                             |
| 16              | Яковець Григорій Васильович   | 05.11.2010            | вища               | позапартійний          | тимчасово не працює                                 |